# Michael Peña
Michael Anthony Peña (Chicago, 13 de enero de 1976) es un prolífico actor de televisión y cine estadounidense. Ha participado en decenas de  películas como Million Dollar Baby, de Clint Eastwood, y World Trade Center, dirigida por Oliver Stone, al igual que en series de televisión como Narcos: México y The Shield. También se lo ha visto en El tirador junto con Mark Wahlberg, Crash, Ant-Man y The Martian. Actualmente reside en Los Ángeles.

## Vida personal

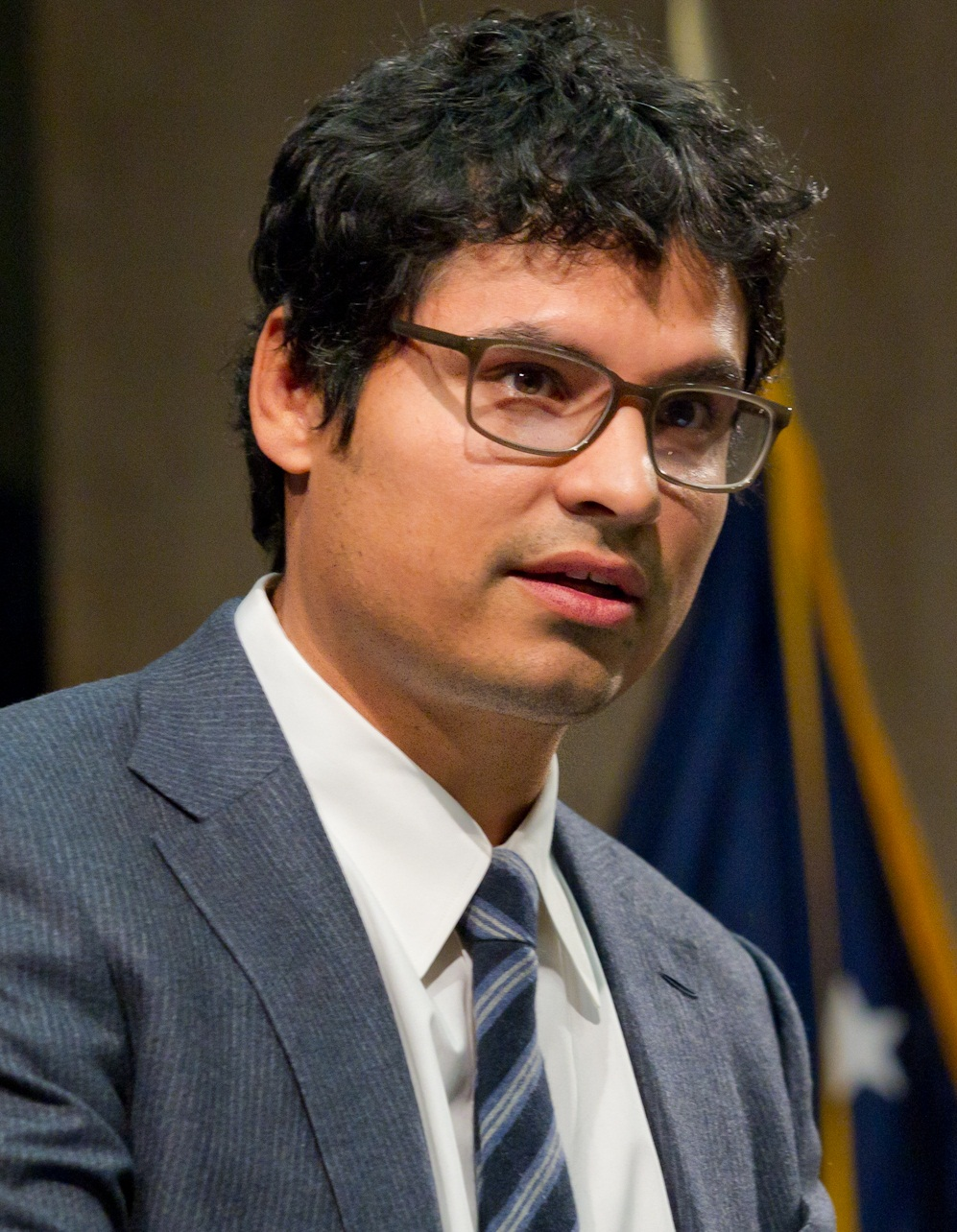
Peña en 2012

Peña nació el 13 de enero de 1976 en Chicago, Illinois, hijo de Nicolasa, trabajadora social, y Eleuterio Peña, trabajador de una fábrica. Los padres de Peña eran originalmente agricultores y emigraron de México; su padre es de Villa Purificación, Jalisco, y su madre es de Charcas, San Luis Potosí.
Después de terminar sus estudios básicos en la Hubbard High School de Chicago, en 1996 acudió a un casting  para el telefilm To Sir, with Love II, que iba a ser dirigido por Peter Bogdanovich. Para su sorpresa, obtuvo el papel de entre cientos de jóvenes aspirantes.[cita requerida]
Pasado un tiempo, Peña se mudó a Los Ángeles en donde obtuvo numerosos papeles en distintas películas, entre los que se pueden destacar Star Maps, My Fellow Americans y La Cucaracha.
Peña encarna en general a personajes secundarios variopintos de origen chicano o latinos con gran prestancia y credibilidad.
Actualmente está casado con la actriz Brie Shaffer, con la que tuvo un hijo, Roman Peña, en 2008.

## Filmografía

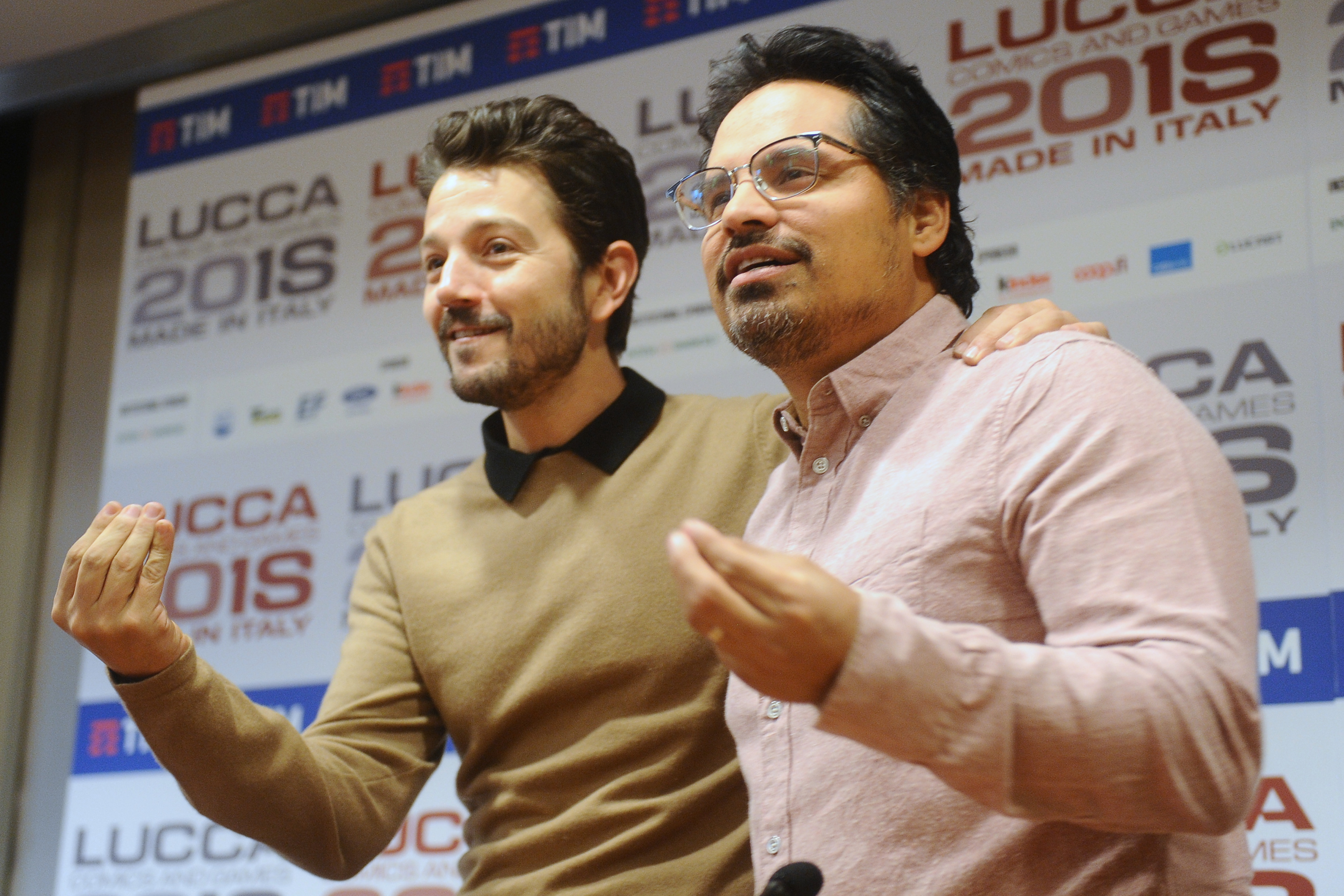
Michael Peña con Diego Luna en 2018

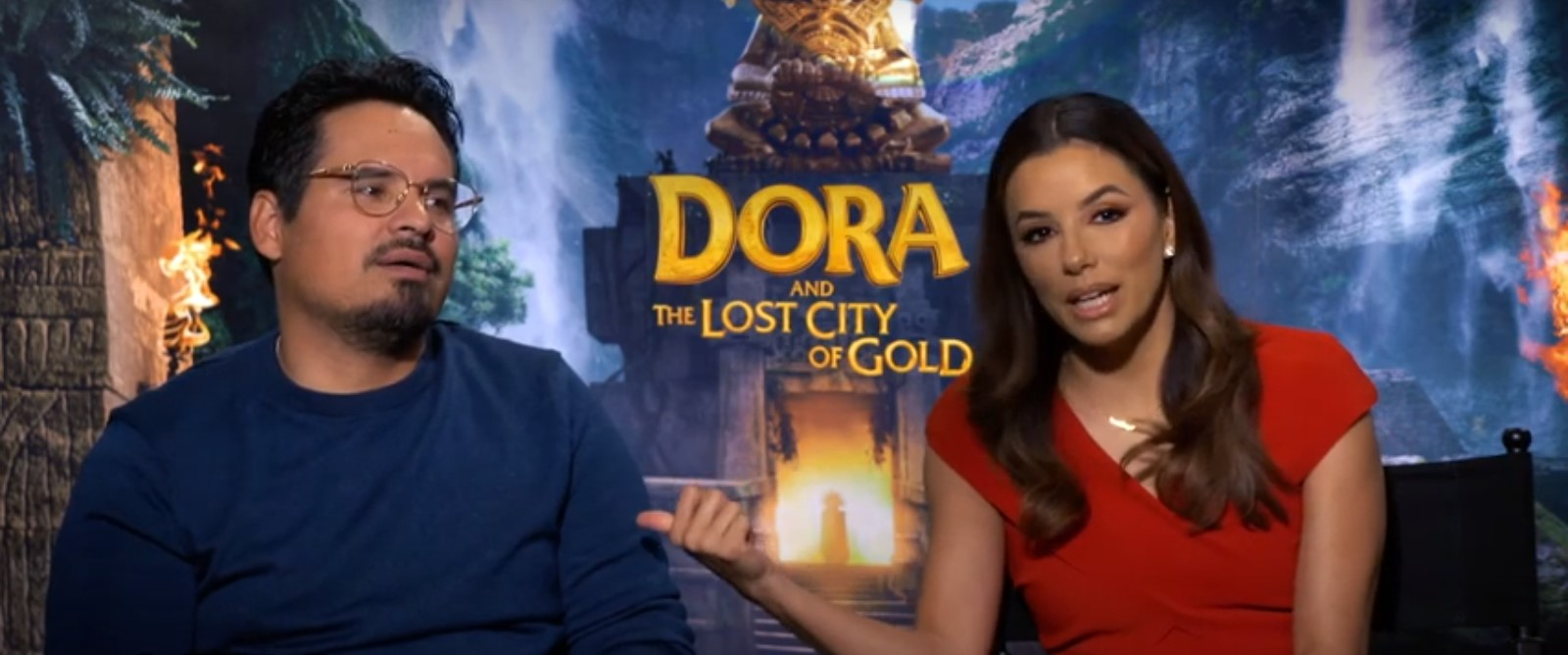
Michael Peña con Eva Longoria en 2019

### Cine
- 1994: Running Free, como Bunk.
- 1996: To Sir, with Love II
- 1996: My Fellow Americans, como Ernesto.
- 1997: Star Maps, como el muchacho con el mapa estelar.
- 1998: Boogie Boy, como el traficante de drogas.
- 1998: La Cucaracha, como Orderly.
- 1999: Bellyfruit, como Óscar.
- 1999: Paradise Cove, como Dan "Caballo Galopante".
- 2000: 60 segundos , como Ignacio (En los créditos. figura como Michael A. Pena).
- 2001: Semper Fi, como Douglas Cepeda.
- 2001: Buffalo Soldiers, como García.
- 2003: The United States of Leland, como Guillermo.
- 2003: Love Object, como Ramírez.
- 2004: The Calcium Kid, como José Méndez.
- 2004: Crash como Daniel.
- 2004: Million Dollar Baby, como Omar.
- 2005: Untitled David Diamond/David Weissman Project (película de televisión), como Scott.
- 2005: Little Athens, como Carlos.
- 2005: Sueño, como Carlos.
- 2006: Babel, como Policía Fronterizo #2.
- 2006: World Trade Center, como Will Jimeno.
- 2007: Shooter (El tirador), como Nick Memphis.
- 2007: Leones por corderos, como Ernest Rodríguez.
- 2008: The Lucky Ones (Tipos con suerte), como T. K. Poole.
- 2009: Observe and Report, como Dennis.
- 2009: My Son, My Son, What Have Ye Done, como el detective Vargas.
- 2010: Everything Must Go, como Frank García.
- 2011: El buen doctor, como Jimmy.
- 2011: Battle: Los Angeles, como Joe Rincón.
- 2011: The Lincoln Lawyer, como Jesús Martínez.
- 2011: 30 Minutes or Less, como Chango.
- 2011: Tower Heist, como Enrique Dev'Reaux.
- 2012: Chavez: Fight in the Field, como César Chávez.
- 2012: End of Watch, como Mike Zavala.
- 2013: Gangster Squad,[5] como Oficial Navidad Ramírez.
- 2013: American Hustle como Paco Hernández y Sheik Abdullah.
- 2013: Turbo, como Tito - (voz).
- 2014: Frontera, como Miguel Ramírez.
- 2014: Fury, como Trini "Gordo" Garcia' conductor de tanque.
- 2014: Cesar Chavez, como César Chávez.
- 2014: Hell & Back, como Abigor - (voz).
- 2015: Ant-Man, como Luis, amigo de Scott Lang.
- 2015:The Vatican Tapes, como Padre Lozano.
- 2015: Vacation, como policía de Nuevo México.
- 2015: The Martian, como Rick Martínez.
- 2015: Triple Nine
- 2016: War on Everyone
- 2016: Collateral Beauty
- 2017: CHiPs (película), agente Frank Poncherello
- 2017: The Lego Ninjago Movie, como Kai (Voz)
- 2017: My Little Pony: La Película, como Grubber (Voz)
- 2018: 12 Strong como un miembro del grupo
- 2018: Ant-Man and the Wasp, como Luis, amigo de Scott Lang
- 2018: The Mule
- 2018: Extinción, como Peter
- 2019: Dora y la ciudad perdida como Cole Márquez
- 2020: Fantasy Island como Mr. Roarke.
- 2021: Tom y Jerry como Terrance.
- 2022: el cuartel secreto, como Argon.
- 2022: Moonfall como Tom López.
- 2023: A Million Miles Away como José M. Hernández[6]

### Televisión
- 1997: Touched by an Angel
- 1997-2004: Pacific Blue
- 1998: The sentinel
- 1998: 7th heaven
- 1998: Homicide: Life on the Street, como Luis Carrenza.
- 1999: Profiler, como Alex López.
- 1999-2000: Felicity
- 2001: Roswell
- 2003: La Dimension Desconocida, como Noah
- 2003: Urgencias
- 2010: The Walking Dead
- 2008: Me llamo Earl, como Circus.
- 2011: Eastbound & Down
- 2011-2013: American Dad!, como Maguerite (voz).
- 2013: The List, como Ayudante de los U.S. Marshal Soto.
- 2014: Chozen, como Ricky.
- 2014: Gracepoint, como Mark Solano.
- 2018: Narcos: México como Enrique "Kiki" Camarena Salazar
- 2023: Jack Ryan (serie de televisión) como Domingo Chavez (Tom Clancy)

Jack Reacher temporada 3 y 4